# Lagerstroemia thomsonii
Lagerstroemia thomsonii är en fackelblomsväxtart som beskrevs av Emil Bernhard Koehne. Lagerstroemia thomsonii ingår i släktet Lagerstroemia och familjen fackelblomsväxter. Inga underarter finns listade i Catalogue of Life.